# Czarne diamenty (film)
Czarne diamenty – polski film fabularny w reżyserii Jerzego Gabryelskiego z 1939 roku.

## O filmie
Osią filmu jest sprawa ratowania przez patriotycznych i solidarnych polskich górników ważnej dla kraju kopalni. 
Film „Czarne diamenty” został ukończony w całości na długo przed wybuchem wojny. Pierwotna premiera obrazu planowana była na 15 marca 1939 roku, ale została podobno zablokowana przez Józefa Lejtesa, który pracował nad konkurencyjnym obrazem „Inżynier Szeruda”. Z tego powodu dopiero w sierpniu cenzura przy Centralnym Biurze Filmowym dopuściła obraz na ekrany dla widzów powyżej 14. roku życia. Nową datę premiery wyznaczono na początek września 1939 roku w warszawskim kinie „Colloseum” przy ul. Nowy Świat 19.
W czasie okupacji niemieckiej film Gabryelskiego nie był pokazywany. Przetrwał ją niemal kompletny. Zaraz po zakończeniu działań wojennych w Polsce nie produkowało się praktycznie filmów. Trudno było również sprowadzać je z zagranicy. Z tego powodu wyświetlało się wszystko to, co ocalało – w tym „Czarne diamenty”. Film pokazano pierwszy raz szerokiej publiczności w kinie „Oświatowy” w Łodzi 12 sierpnia 1946 roku. Nieco później, 19 września, odbył się kolejny pokaz w Sopocie.
Film trafił do Filmoteki Narodowej (wówczas jeszcze Centralne Archiwum Filmowe) w 1956 roku. Od tego czasu oryginalna kopia nitro była jeszcze kilkukrotnie pokazywana m.in. w warszawskim kinie „Iluzjon” w 1957 i 1958 czy w Żarach w 1963 roku. Pokazy te były skutkiem postalinowskiej odwilży w Polsce z roku 1956. Na ekrany powróciło wówczas wiele przedwojennych filmów, które nie były pokazywane od końca lat 40.
Na temat „premiery” z 1981 roku milczy jeden z największych dzienników śląskich „Trybuna Robotnicza”. Jedynie z Internetu dowiadujemy się, że miała miejsce 12 grudnia przy udziale żony Gabryelskiego w katowickim kinie „Światowid”. Najprawdopodobniej, aby uatrakcyjnić pokaz organizatorzy - znając burzliwą historię produkcji - ogłosili, że będzie to premiera, której film nie miał przed wojną, pomijając fakt, że był on już wielokrotnie pokazywany.

## Fabuła
Młody inżynier Nawrat, syn powstańca śląskiego, na wieść o planach odsprzedania kopalni „Mars” zagranicznemu koncernowi, wysuwa projekt założenia górniczej spółdzielni, która przejęłaby zarządzanie przedsiębiorstwem. Z rozwojem wydarzeń w filmie problem społeczny ustępuje miejsca wątkowi romansowemu. W inżynierze kocha się jego sekretarka, Teresa. Jednocześnie Nawrata stara się uwieść piękna i zamożna Irena La Rochelle, znajoma jednego z dyrektorów koncernu. 1700 górników wstępuje do spółdzielni, a tymczasem w kopalni wybucha pożar. Irena ukrywa ten fakt przed Nawratem, jednak gdy dowiaduje się on o nieszczęściu, natychmiast udaje się do kopalni. Wraz ze sztygarem Świtałą podejmują decyzję o wysadzeniu w powietrze płonącego szybu, by stłumić ogień. Wykonują podziemną eksplozję, jednak zwały węgla odcinają im powrót. Pozostali górnicy ruszają na ratunek zasypanym i szczęśliwie docierają do nich. Okazuje się, że jeden nie przeżył. Po uratowaniu kopalni inżynier Nawrat, rozczarowany nieuczciwością Ireny, zostaje z Tereską.

## Obsada
- Zbigniew Sawan jako inż. Nawrat, nadzorca kopalni „Mars”
- Zofia Kajzerówna jako Teresa Pogorzałkówna, sekretarka Nawrata
- Stanisława Wysocka jako matka Nawrata
- Ina Benita jako Irena la Rochelle
- Aleksander Zelwerowicz jako Pogorzałka, ojciec Teresy
- Franciszek Dominiak jako sztygar Świtała
- Helena Łopuszańska jako Zosia, przyjaciółka Ireny
- Jerzy Chodecki jako Smolski
- Paweł Owerłło jako Ratkiewicz
- Józef Kondrat jako Gustlik, brat Teresy
- Stefan Hnydziński jako Kałuża
- Feliks Żukowski jako Żuczek
- Włodzimierz Łoziński jako górnik Walek
- Władysław Grabowski jako Ildefons